# Communauté de communes des Vallées d’Ax
Die Communauté de communes des Vallées d’Ax ist ein ehemaliger französischer Gemeindeverband mit der Rechtsform einer Communauté de communes im Département Ariège in der Region Okzitanien. Er entstand nach einem Erlass vom 10. Januar 2002 rückwirkend zum 1. Januar 2002 und umfasste 39 Gemeinden. Der Verwaltungssitz befand sich im Ort Luzenac.

## Historische Entwicklung
Mit Wirkung vom 1. Januar 2017 fusionierte der Gemeindeverband mit
- Communauté de communes d’Auzat et du Vicdessos sowie
- Communauté de communes du Donezan

und bildete so die Nachfolgeorganisation Communauté de communes de la Haute Ariège.

## Ehemalige Mitgliedsgemeinden
| - Albiès - Appy - Ascou - Aston - Aulos - Axiat - Ax-les-Thermes - Bestiac - Bouan - Les Cabannes | - Caussou - Caychax - Château-Verdun - Garanou - L’Hospitalet-près-l’Andorre - Ignaux - Larcat - Larnat - Lassur - Lordat | - Luzenac - Mérens-les-Vals - Montaillou - Orgeix - Orlu - Pech - Perles-et-Castelet - Prades - Savignac-les-Ormeaux - Senconac | - Sinsat - Sorgeat - Tignac - Unac - Urs - Vaychis - Vèbre - Verdun - Vernaux |

## Aufgaben
Zu den Aufgaben des Gemeindeverbandes zählte neben der Regionalplanung auch die finanzielle Beteiligung an zwei Herbergen sowie die Instandhaltung von 15 Berghütten und eines Fernsehsenders. Außerdem wurde die Ansiedlung von Unternehmen unterstützt und die Entsorgung des Hausmülls organisiert. Daneben war die Communauté de communes für die Instandhaltung dreier Bibliotheken und eines Sportstadions sowie den sozialen Wohnungsbau verantwortlich.